# Yaoli, Jiangxi
Yaoli är en köpinghuvudort i Kina. Den ligger i provinsen Jiangxi, i den sydöstra delen av landet, omkring 190 kilometer nordost om provinshuvudstaden Nanchang. Antalet invånare är 12 357. Befolkningen består av 5 953 kvinnor och 6 404 män. Barn under 15 år utgör 17,0 %, vuxna 15-64 år 73 %, och äldre över 65 år 8,0 %.
Runt Yaoli är det ganska tätbefolkat, med 104 invånare per kvadratkilometer. Yaoli är det största samhället i trakten. I omgivningarna runt Yaoli växer i huvudsak blandskog.
Genomsnittlig årsnederbörd är 2 672 millimeter. Den regnigaste månaden är juni, med i genomsnitt 444 mm nederbörd, och den torraste är oktober, med 51 mm nederbörd.